# Linghem
Linghem är en tätort i Linköpings kommun, Östergötland. Linghem ligger 10 km öster om Linköping. Orten passeras av länsväg E 796 och Södra stambanan.

## Historia
Namnet består av ling, vilket betyder ljung, och hem med betydelsen gård. På orten finns en gård med detta namn, varifrån namnet har kommit. Namnet kan härledas tillbaka till 1318, då det kallades Lingehem.
Linghem var i början av 1800-talet en stor bondby bestående av 11-12 gårdar. Samhället har vuxit fram kring Linghems gård, som omtalas i dokument första gången 1315, och Gällstad by i Törnevalla socken, och under senare tid Himna by i Vårdsbergs socken. Linghem omges av förhållandevis bördig åkermark och det finns talrika fornlämningar i två områden.
Fram till mitten av 1960-talet skedde utbyggnaden i mycket långsam takt. Efter kommunreformen 1971 har orten expanderat kraftigt. 

### Befolkningsutveckling
| Befolkningsutvecklingen i Linghem 1970–2020 | Befolkningsutvecklingen i Linghem 1970–2020 | Befolkningsutvecklingen i Linghem 1970–2020 | Befolkningsutvecklingen i Linghem 1970–2020 | Befolkningsutvecklingen i Linghem 1970–2020 |
| ------------------------------------------- | ------------------------------------------- | ------------------------------------------- | ------------------------------------------- | ------------------------------------------- |
|                                             |                                             |                                             |                                             |                                             |
| År                                          |                                             |                                             | Folkmängd                                   | Areal (ha)                                  |
| 1970                                        | 1970                                        |                                             | 596                                         |                                             |
| 1975                                        | 1975                                        |                                             | 1 655                                       |                                             |
| 1980                                        | 1980                                        |                                             | 2 173                                       |                                             |
| 1990                                        | 1990                                        |                                             | 2 493                                       | 155                                         |
| 1995                                        | 1995                                        |                                             | 2 618                                       | 163                                         |
| 2000                                        | 2000                                        |                                             | 2 472                                       | 163                                         |
| 2005                                        | 2005                                        |                                             | 2 484                                       | 164                                         |
| 2010                                        | 2010                                        |                                             | 2 804                                       | 175                                         |
| 2015                                        | 2015                                        |                                             | 2 853                                       | 192                                         |
| 2020                                        | 2020                                        |                                             | 3 186                                       | 199                                         |
| Anm.: Ny tätort 1970                        |                                             |                                             |                                             |                                             |

## Samhället

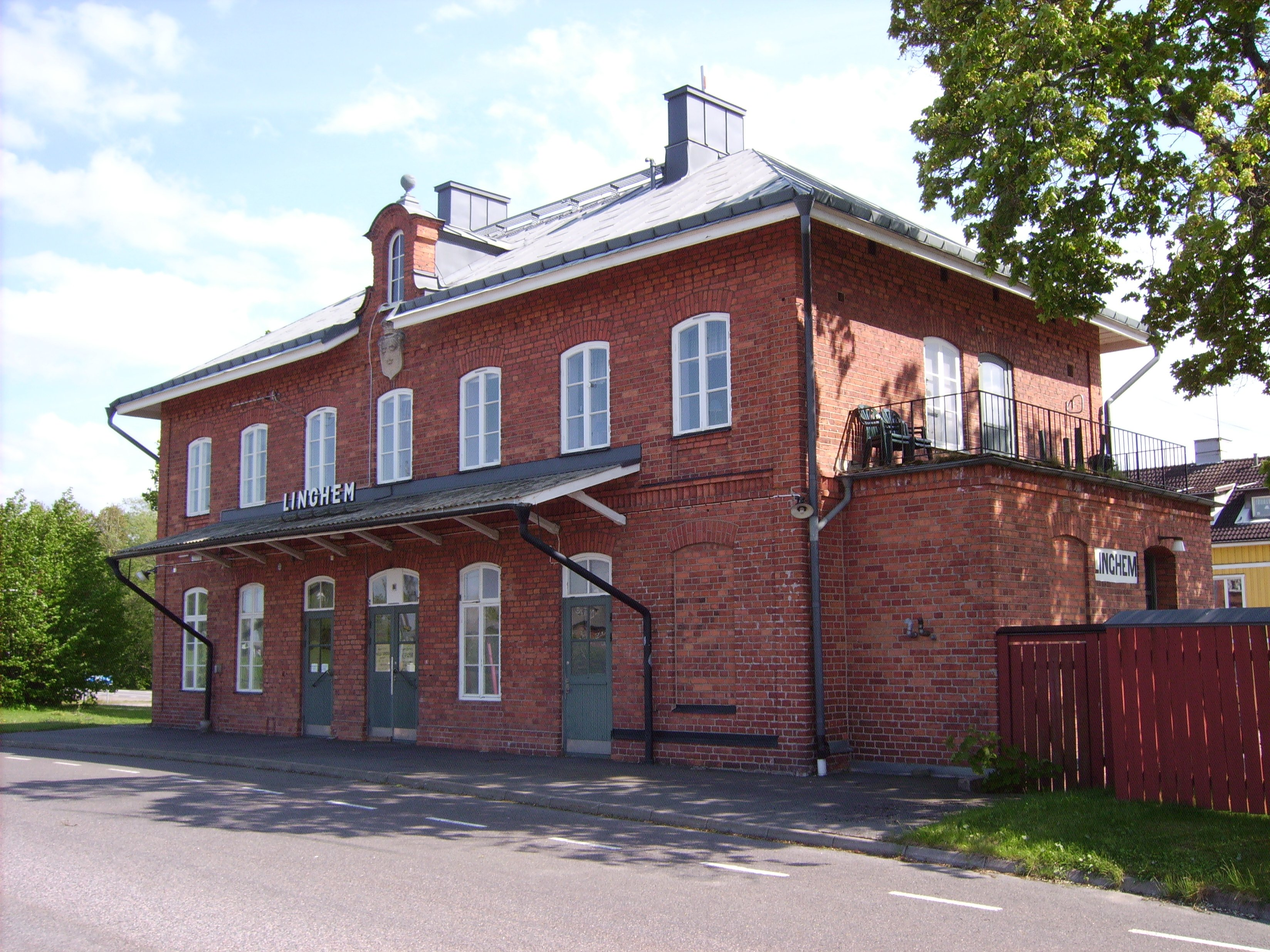
Linghems stationsbyggnad är från 1873 och byggd enligt Boxholmsmodellen. Stationsbyggnaden var "Hedeby station" i TV-serien Hedebyborna som spelades in 1978–1982.

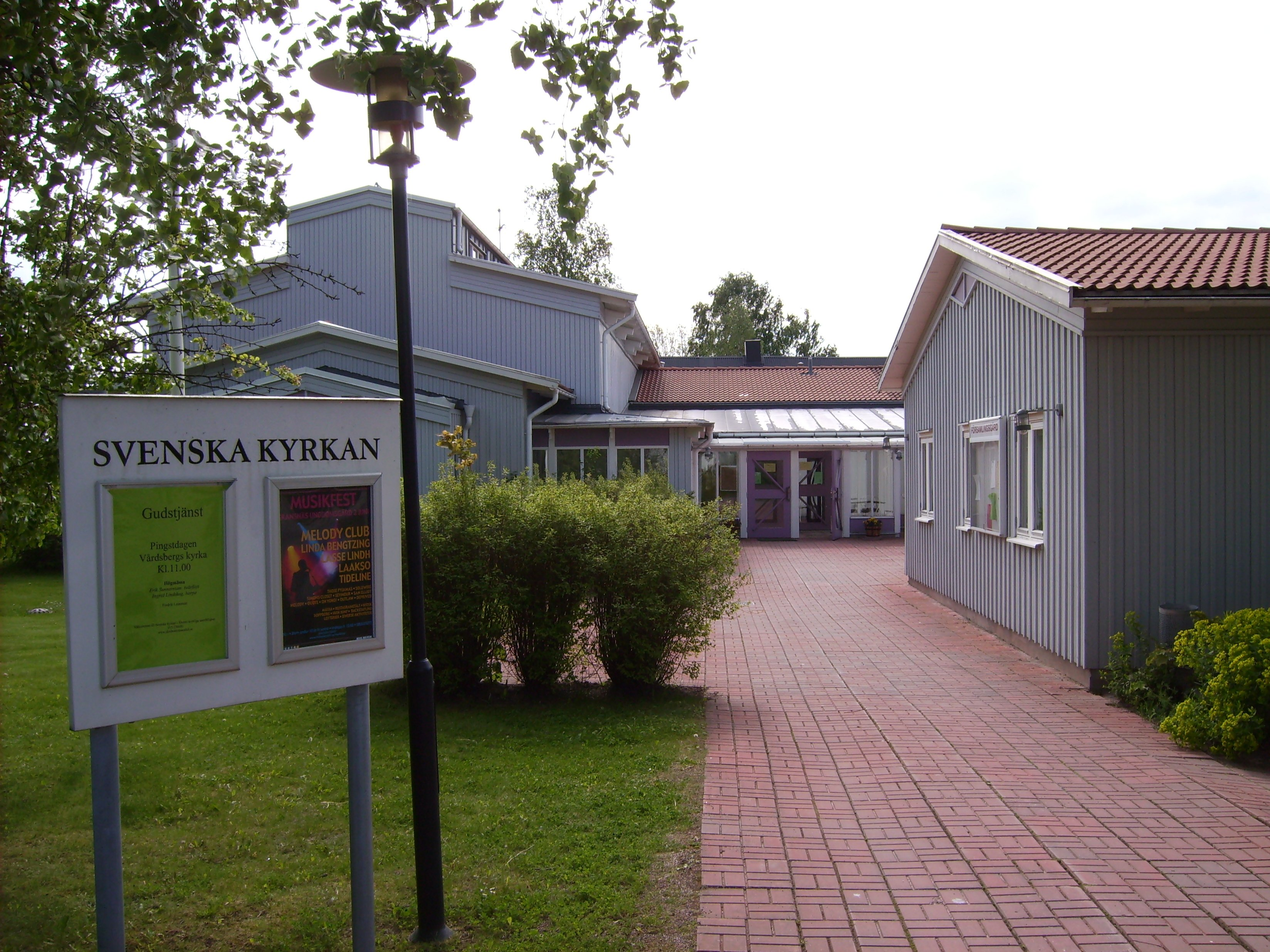
Svenska kyrkans församlingshem i Linghem.

Bebyggelsen består till övervägande delen av småhus som byggdes under 1960-, 1970- samt 1980-talet. Det tidiga Linghem byggdes kring järnvägsstationen (Bäcklidsvägen/Tellbovägen) där ett par sekelskifteshus finns, exempelvis det tidigare postkontoret samt mejeriet Tellbohuset och second hand-butiken Magasinet.
Linghem har en centrumanläggning med en dagligvarubutik ICA Supermarket - Himnahallen som har "post-i-butik". I centrum finns även en vårdcentral med apotek och distriktstandpoliklinik samt en biblioteksfilial, inrymd i Himnaskolans lokaler. Det finns en mindre tobaksbutik vid pizzeria Rhodos samt fritidsgård och utomhusbadet Himnabadet som är öppet sommartid. Från och med sommaren 2013 är bassängerna uppvärmda till en temperatur av minst 22 grader. Det finns även två frisersalonger.
I centrala Linghem finns Linghemskyrkan som är en del av Equmeniakyrkan. Vid stationen i Linghem finns second hand-butiken MAGASINET som drivs av Linghemskyrkan.

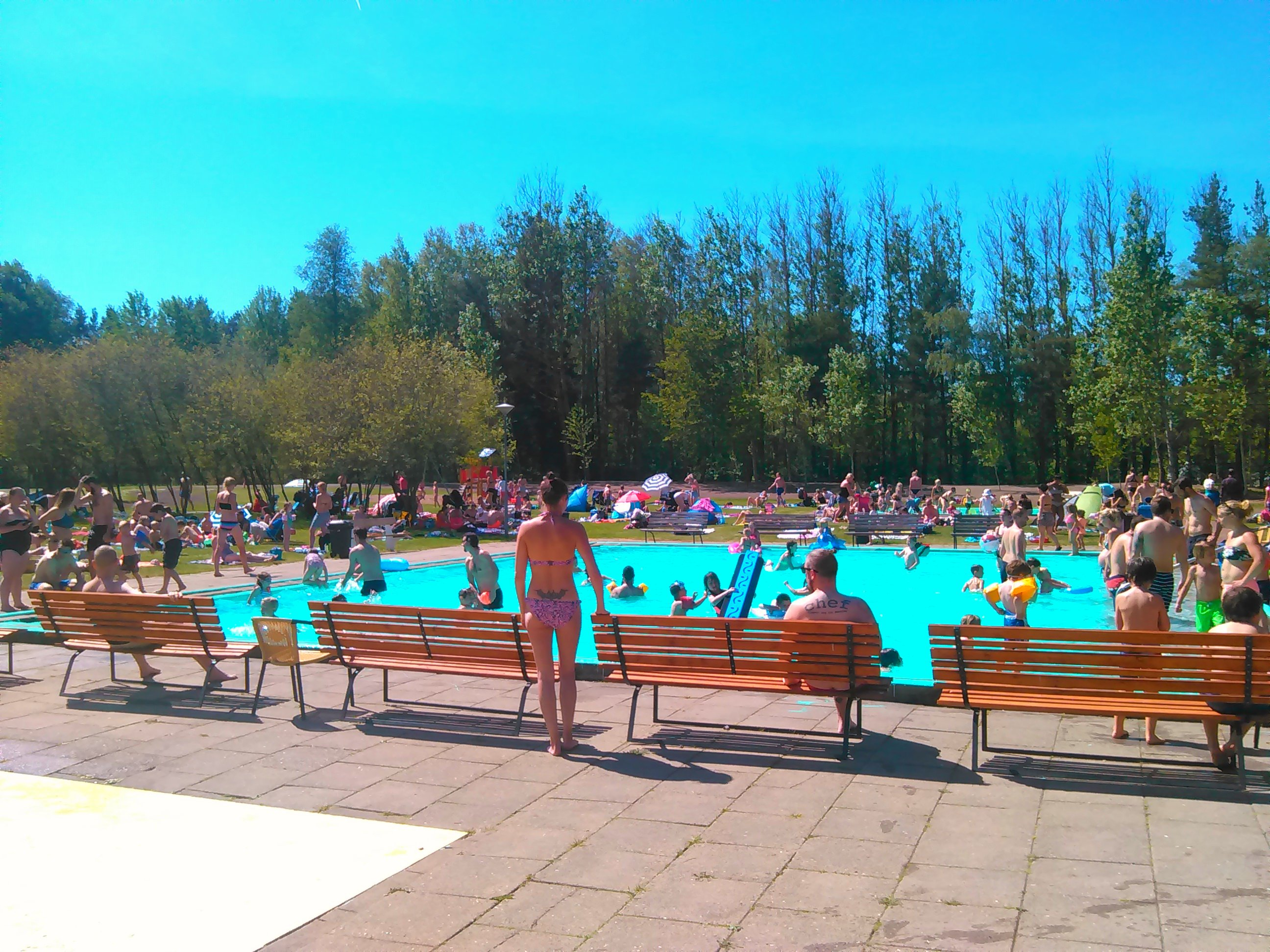
Utomhusbadet Himnabadet den 27 maj 2017.

Centralpunkten för Åkerbo församlings (Svenska kyrkan) verksamhet är Linghems församlingsgård i centrala Linghem. Där finns förutom personalkontor och samlingslokal även en mindre kyrkolokal med plats för cirka 200 personer. Församlingsgården byggdes 1986–1987. Tanken är att församlingsgården ska rivas för att ge plats åt nya lokaler.
Strax öster om stationsområdet ligger en silobyggnad uppförd av Göta lantmän 1958. Planeringen av silobygget pågick i 10 år, anläggningen blev dubbelt så stor och fick tredubbel kapacitet jämfört med de ursprungliga planerna. Silon som skulle tjäna bönderna i de 12 omgivande socknarna  kostade 3,6 miljoner att uppföra. Anläggningen placerades strategiskt nära järnvägsstationen invid den dåvarande riksettan. De sexton silotornen är 42 m höga och kan lagra 12000 ton spannmål. Silon sågs snabbt som ett landmärke och symbol för Linghem. Även nattetid var silon synlig på långt håll då den var fylld av neonbelyst reklam. Verksamheten i Linghems silo upphörde år 2008.

## Näringsliv
De största arbetsplatserna är servicehuset med grannskapshus, Linghemsskolan (högstadium) och Himnaskolan (låg/mellanstadium). Därutöver finns ett flertal småföretag. I omlandet kring Linghem finns företag som Tottes Bil Service AB, Ventkontroll AB, Östgöta Sync AB, Wilhelmssons Trävaru AB, Swedfarm AB och mediebolaget OSTMEDIAGROUP med inspelningstudion CRIMELAB.

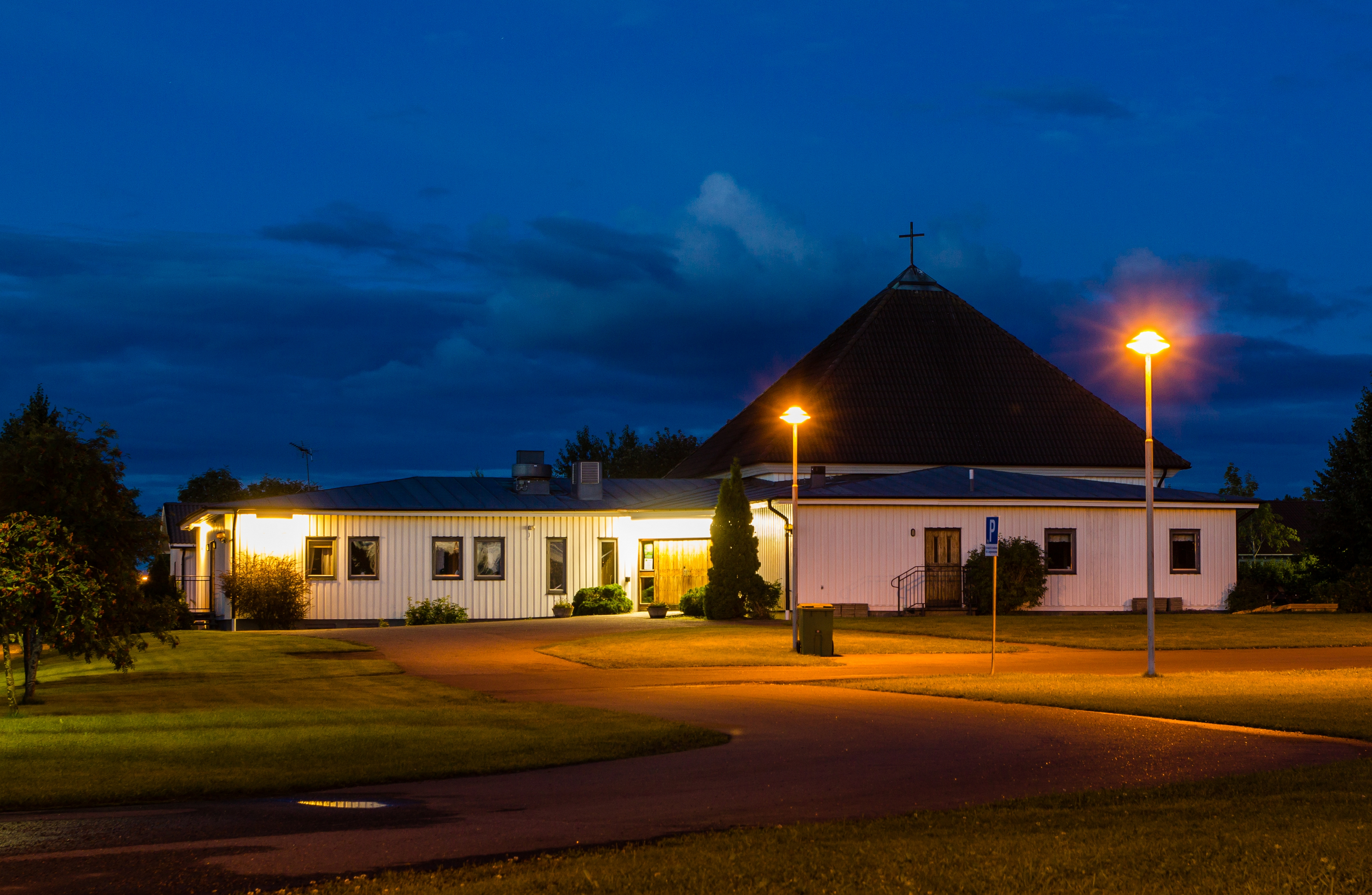
Linghemskyrkan

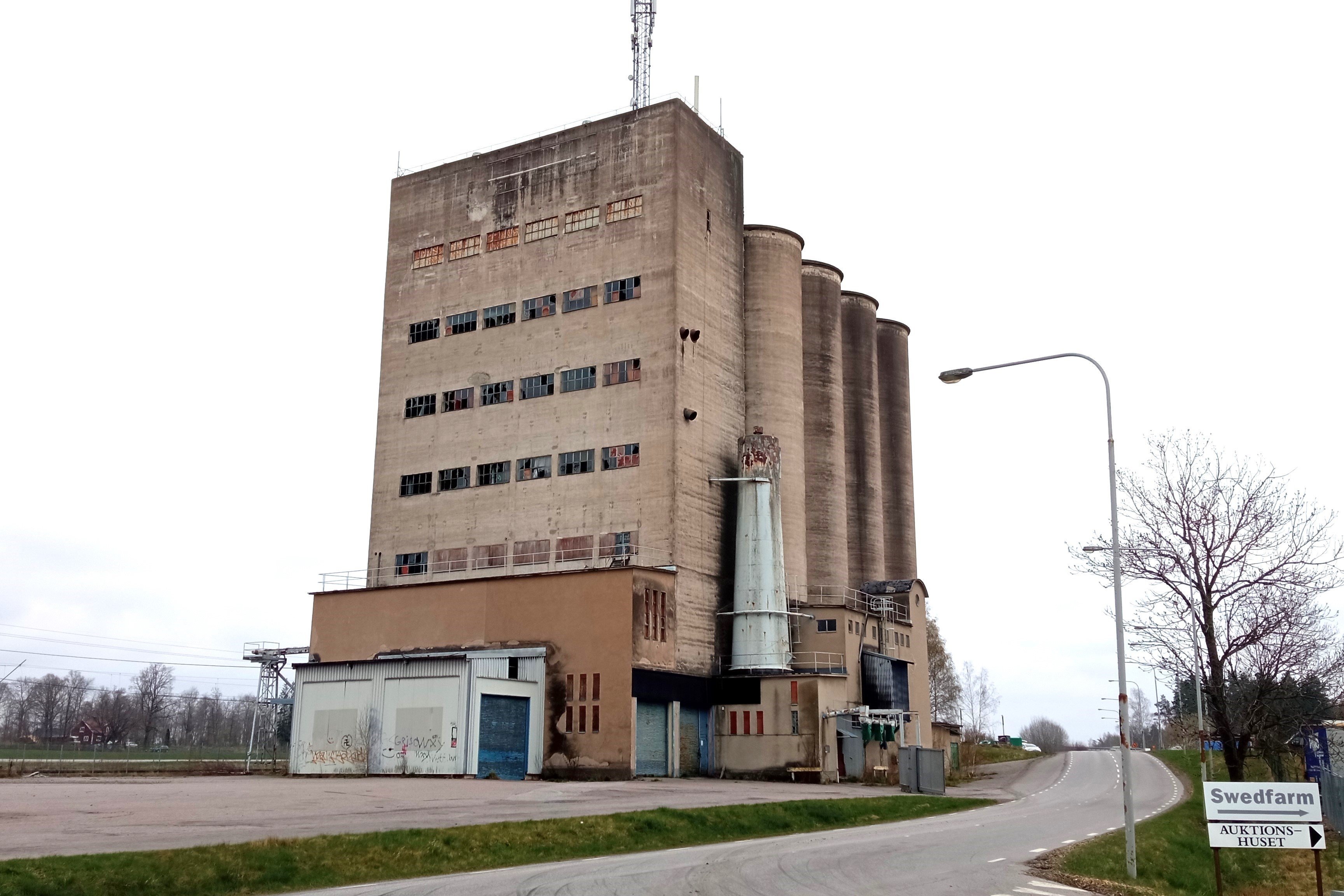
Silon i Linghem invigdes av Östgöta lantmän den 29 juli 1958.

Pendling sker främst till Linköping och Norrköping. 89 % av de förvärvsarbetande i Linghem är utpendlare.[källa behövs]

## Musik
Bobby Ho och Thomas Widen m.fl. övertog Göta Lantmäns lokal "Magazinet" 1985. Studion "Swan Sound" bildades i lokalerna. 

## Idrott
Linghem har en idrottsförening vid namn Linghems Sportklubb, förkortat LSK. LSK har producerat några egna talanger, bland andra fotbollsspelaren Mattias Flodström.

## Personer från Linghem

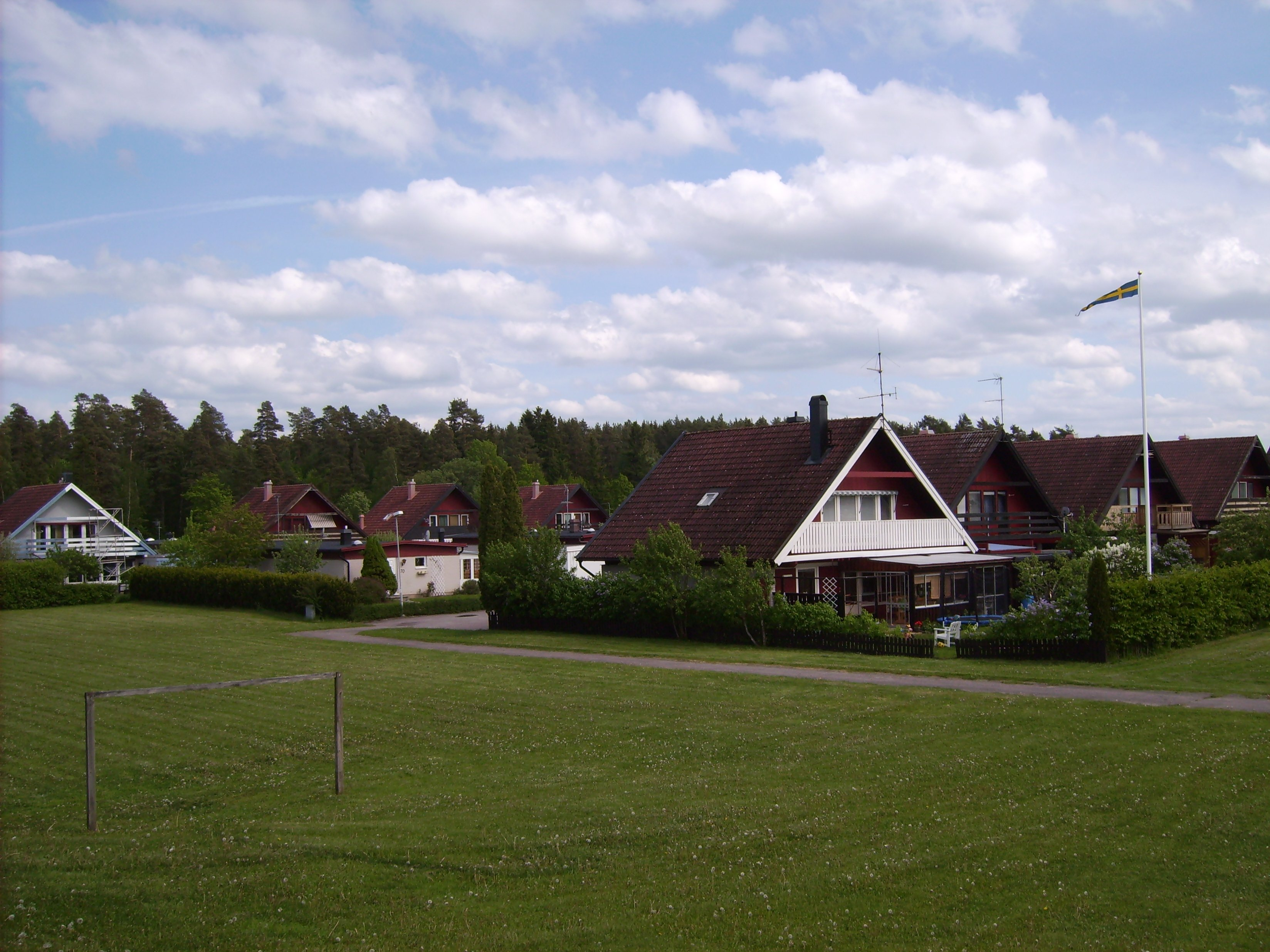
Villabebyggelse i Linghem.

- Christian Engstrand, ishockeyspelare
- Sofia Helin, skådespelare

### Fotnoter
1. 1 2  Statistiska tätorter 2023, befolkning, landareal, befolkningstäthet per tätort, SCB, 28 november 2024, läs online.[källa från Wikidata]
2. ↑  Befolkning i tätorter 1960-2010, SCB, läs online, läst: 22 september 2013.[källa från Wikidata]
3. ↑  Kodnyckel för SCB:s statistiska tätorter och småorter - Koppling mellan gammalt och nytt kodsystem, SCB, 11 november 2021, läs online.[källa från Wikidata]
4. ↑  ”Landareal per tätort, folkmängd och invånare per kvadratkilometer. Vart femte år 1960 - 2016”. Statistiska centralbyrån. Arkiverad från originalet den 13 juni 2017. https://web.archive.org/web/20170613011648/http://www.statistikdatabasen.scb.se/pxweb/sv/ssd/START__MI__MI0810__MI0810A/LandarealTatort/?rxid=ff9309f9-7ecb-480f-a73c-08d86b3e56f8. Läst 18 maj 2017.